# هوندو

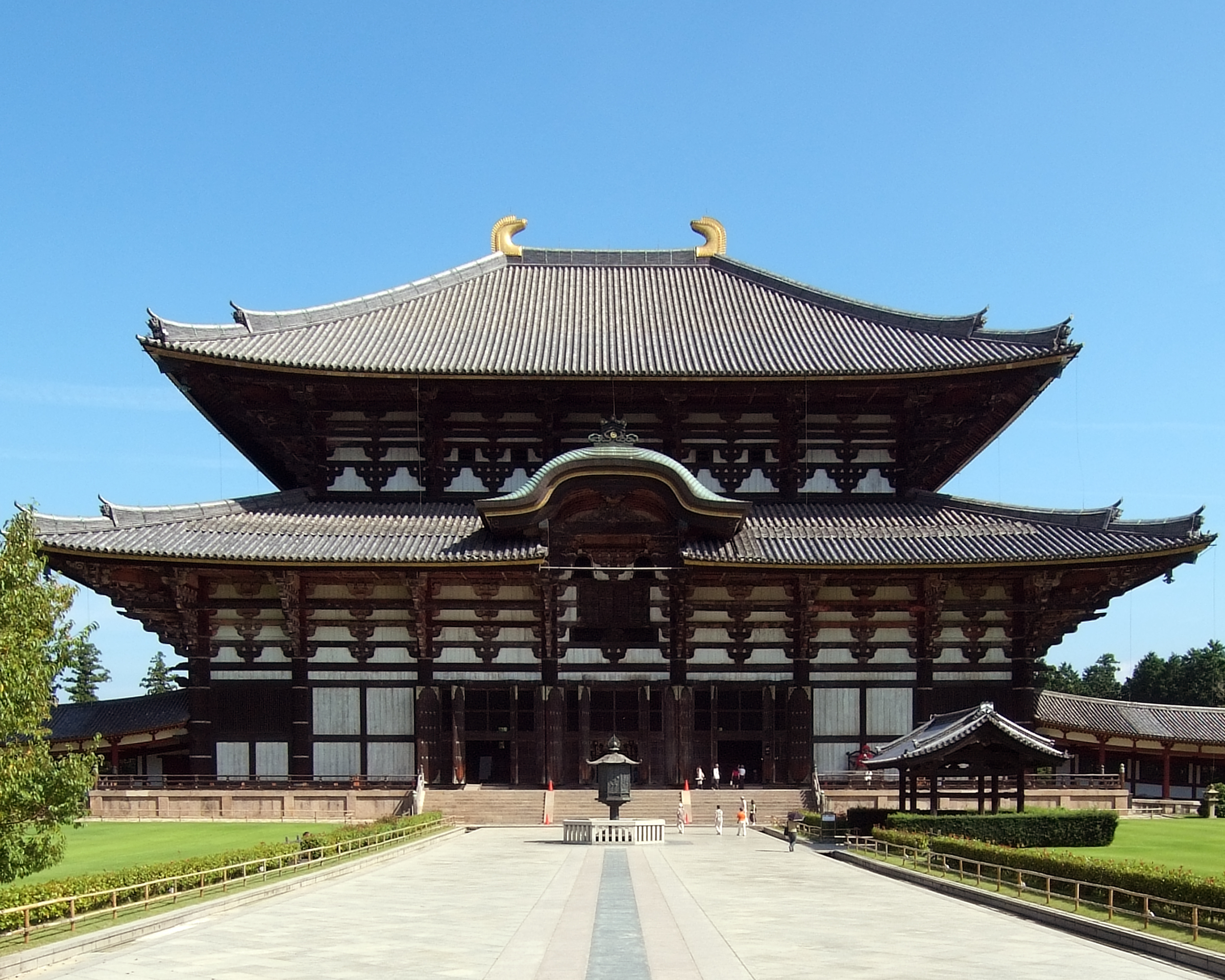
تودای‌جی

هوندو،سالن اصلی در معبد بودایی ژاپنی بنایی است که درون یک معبد بودایی ژاپنی، گاران قرار دارد و هدف اصلی تقدس و نیایش را در خود جای داده‌است. از آنجا که فرقه‌های مختلف شاخه‌های بوداگرایی عمدتاً از اصطلاحات مختلفی استفاده می‌کنند، این اصطلاح چندین کلمه ژاپنی را برابری می‌کند، از جمله «بوتسودن»، «بوتسو-دو»، «کوندو»، «کونپون چودو» و «هوندو» هوندو دقیقاً معادل ژاپنی آن است، در حالی که سایر کلمات واژه‌های تخصصی‌تری هستند که توسط فرقه‌های خاص یا ساختمانهایی با ساختار خاص استفاده می‌شوند.